# From Fall to Spring
From Fall to Spring est un groupe allemand de nu metal et post-hardcore, originaire de Neunkirchen, en Sarre.

## Histoire
Le groupe se forme en 2008 par les frères Philip et Lukas Wilhelm et Benedikt Veith sous le nom de Basement Projekt à Neunkirchen, en Sarre, à l'époque où les musiciens y fréquentaient encore le lycée am Krebsberg. Matthias Hansen et Marius Meinecke viennent compléter la formation initiale. Le groupe d'élèves commence ses premières activités musicales en 2010, sous la forme de deux singles publiés et de quelques concerts, dont un à l'Halberg Open Air en 2012,. En 2017, ils sortent leur premier EP de cinq titres, A Better Tomorrow, financé de leur poche et publié à compte d'auteur. Un deuxième EP, intitulé Disconnected, suit en 2019.
Le groupe annonce sa première tournée en Allemagne entre le 11 et le 20 juin 2020, en première partie de Fight the Fade, mais annuéle en raison de la pandémie de Covid-19 en Allemagne. En septembre 2021, le groupe signe un contrat d'enregistrement avec Arising Empire et sort plusieurs singles la même année,. Durant l'été 2022, le groupe fait plusieurs apparitions dans des festivals, dont le Full Force et le Pell Mell Festival,. Les musiciens annoncent qu'ils allaient participer, via les réseau social TikTok, avec leur morceau Draw the Line, aux qualifications pour les présélections allemandes du Concours Eurovision de la chanson 2023 à Liverpool, où le groupe obtient le deuxième plus grand nombre de voix après Ikke Hüftgold. Le groupe annonce souhaiter se présenter à nouveau aux présélections allemandes en 2024. Le 14 avril 2023, le premier album Rise sort chez Arising Empire. 
Entre novembre et décembre 2024, le groupe fait la première partie du groupe de rock suédois Smash Into Pieces en Europe et au Royaume-Uni. En février 2025, le groupe participe à l'émission musicale Chefsache ESC 2025, qui sert de présélection nationale pour le Concours Eurovision de la chanson, et atteint la demi-finale. Lors de celle-ci, le groupe présente sa contribution au concours, Take the Pain Away, mais ne parvient pas à se qualifier pour la finale.

## Discographie
- 2017 : A Better Tomorrow (EP)
- 2019 : Disconnected (EP)
- 2023 : Rise (album, Arising Empire) (73e en Allemagne[15])